# Niceforonia fallaciosa
Niceforonia fallaciosa is een kikker uit de familie Strabomantidae. Hij werd voor het eerst wetenschappelijk beschreven door Duellman in 2000. De soort is alleen bekend op één plaats, namelijk een weg over het noordelijke deel van de Cordillera Central tussen Leymebamba en Chachapoyas in Peru. Er zijn nog geen bedreigingen bij de soort beschreven.